# العلاقات الكويتية المنغولية
العلاقات الكويتية المنغولية هي العلاقات الثنائية التي تجمع بين الكويت ومنغوليا.

## مقارنة بين البلدين
هذه مقارنة عامة ومرجعية للدولتين:
| وجه المقارنة                                              | الكويت        | منغوليا         |
| --------------------------------------------------------- | ------------- | --------------- |
| المساحة (كم2)                                             | 17.82 ألف     | 1.57 مليون      |
| عدد السكان (نسمة)                                         | 4.14 مليون    | 3.08 مليون      |
| الكثافة السكانية (ن./كم²)                                 | 232.32        | 1.96            |
| العاصمة                                                   | مدينة الكويت  | أولان باتور     |
| اللغة الرسمية                                             | اللغة العربية | اللغة المنغولية |
| العملة                                                    | دينار كويتي   | توغروغ منغولي   |
| الناتج المحلي الإجمالي (بليون دولار)                      | 120.13 مليار  | 11.49 مليار     |
| الناتج المحلي الإجمالي (تعادل القوة الشرائية) بليون دولار | 290.53 مليار  | 36.16 مليار     |
| الناتج المحلي الإجمالي الاسمي للفرد دولار أمريكي          | 29.30 ألف     | 3.97 ألف        |
| الناتج المحلي الإجمالي للفرد دولار أمريكي                 | 73.25 ألف     | 11.95 ألف       |
| مؤشر التنمية البشرية                                      | 0.816         | 0.727           |
| رمز المكالمات الدولي                                      | +965          | +976            |
| رمز الإنترنت                                              | .kw           | .mn             |
| المنطقة الزمنية                                           | ت ع م+03:00   | ت ع م+08:00     |

## منظمات دولية مشتركة
يشترك البلدان في عضوية مجموعة من المنظمات الدولية، منها:
| علم المنظمة | اسم المنظمة                               | تاريخ انضمام الكويت | تاريخ انضمام منغوليا |
| ----------- | ----------------------------------------- | ------------------- | -------------------- |
|             | الاتحاد البريدي العالمي                   | ?                   | ?                    |
|             | يونسكو                                    | 18 نوفمبر 1960      | 1 نوفمبر 1962        |
|             | البنك الدولي للإنشاء والتعمير             | 13 سبتمبر 1962      | 14 فبراير 1991       |
|             | منظمة التجارة العالمية                    | ?                   | ?                    |
|             | وكالة ضمان الاستثمار متعدد الأطراف        | 12 أبريل 1988       | 21 يناير 1999        |
|             | الاتحاد الدولي للاتصالات                  | 14 أغسطس 1959       | 27 أغسطس 1964        |
|             | منظمة الشرطة الجنائية الدولية             | ?                   | ?                    |
|             | مؤسسة التمويل الدولية                     | 13 سبتمبر 1962      | 14 فبراير 1991       |
|             | الأمم المتحدة                             | 14 مايو 1963        | 27 أكتوبر 1961       |
|             | مؤسسة التنمية الدولية                     | 13 سبتمبر 1962      | 14 فبراير 1991       |
|             | منظمة حظر الأسلحة الكيميائية              | ?                   | ?                    |
|             | المركز الدولي لتسوية المنازعات الاستشارية | 4 مارس 1979         | 14 يوليو 1991        |

## وصلات خارجية
- موقع وزارة الخارجية الكويتية
- موقع وزارة الخارجية المنغولية